# 亞迪爾女孩
53°05′49″N 6°35′06″E / 53.09694°N 6.58500°E

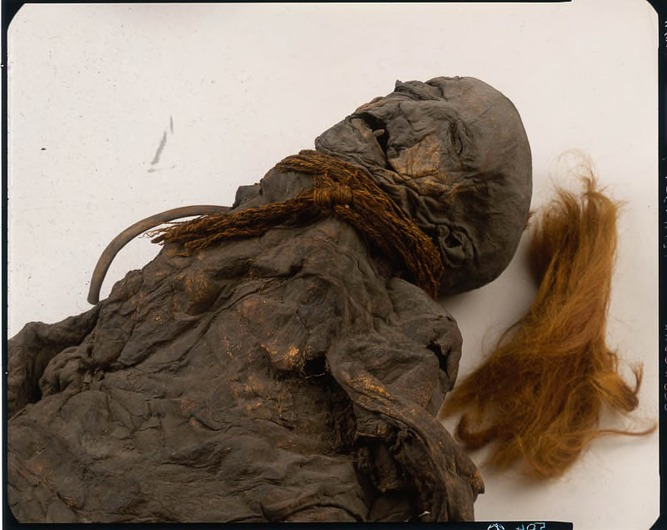
亞迪爾女孩的頭部和軀幹

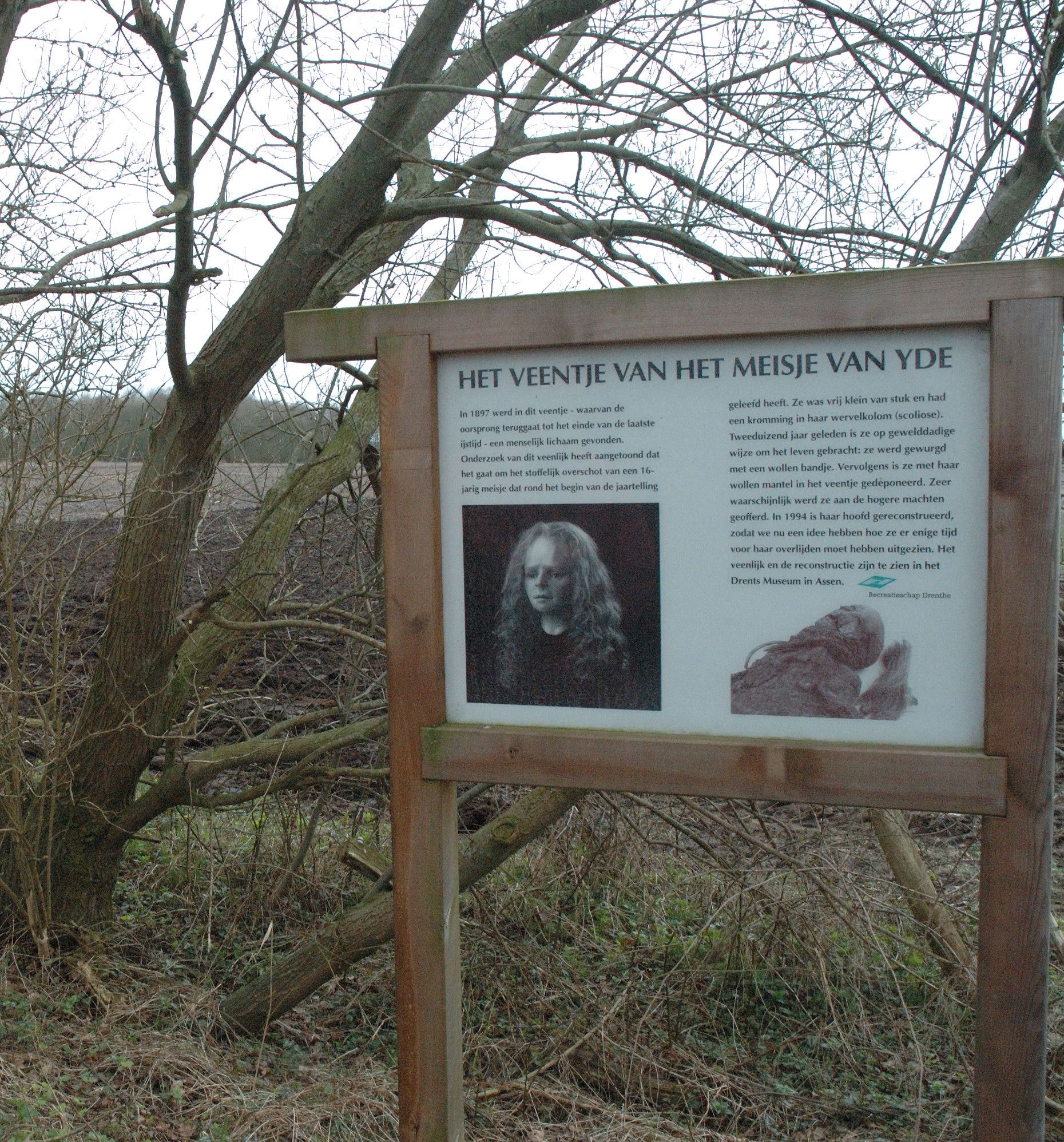
发现亞迪爾女孩的位置

亞迪爾女孩（Yde Girl，英語 /ˈɪdə/）是在荷兰亞迪爾村附近的Stijfveen泥炭沼泽中发现的酸沼木乃伊。她于1897年5月12日被发现，据说被发现時尸體保存得异常完好（尤其是她的头发），但到了两周后尸体被移交给荷蘭当局时，它已遭到严重破坏和毀壞。她的大部分牙齿和頭髮都被村民从头骨上拔下来。泥炭切割工具也严重损坏了尸體。

## 检查

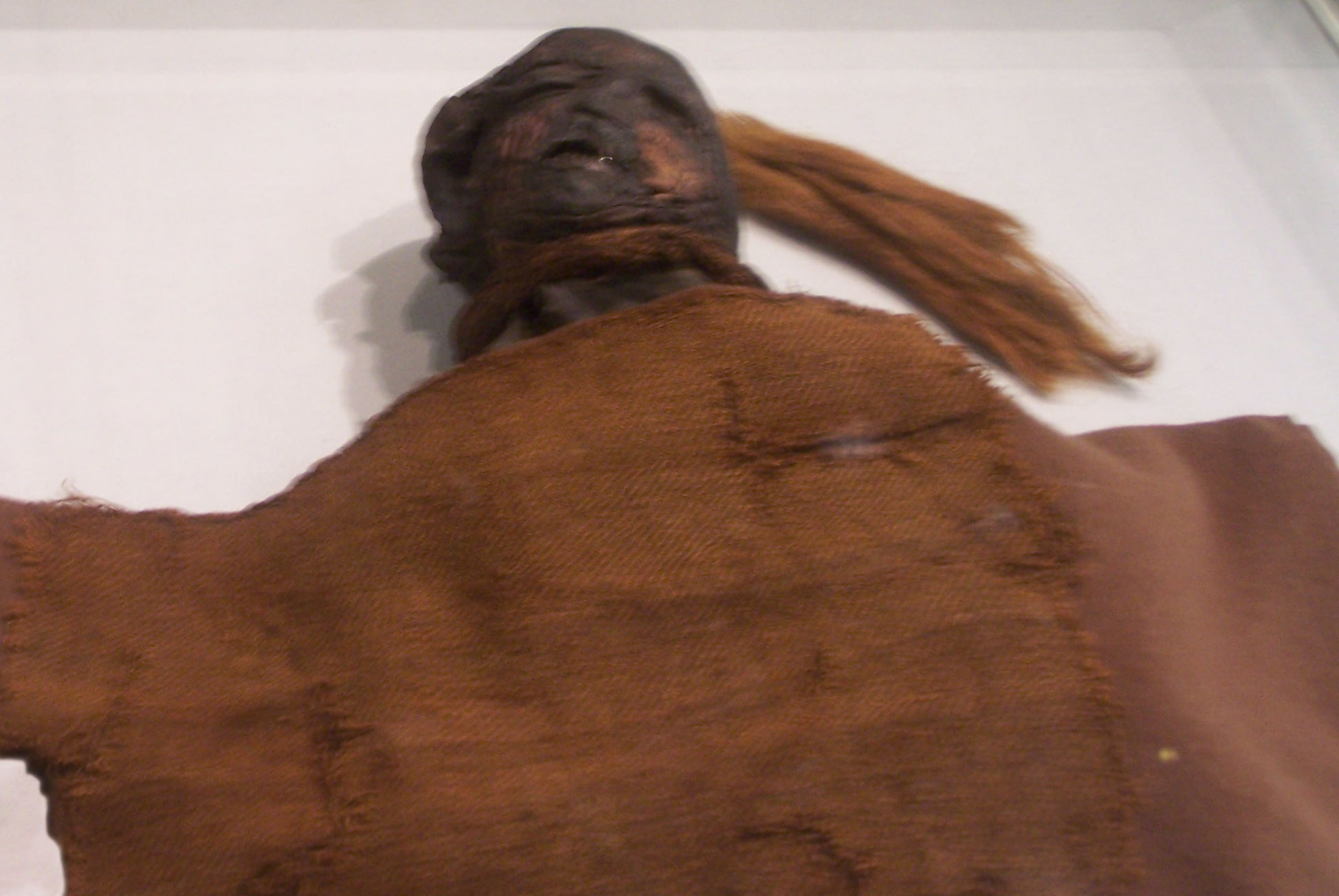
亞迪爾女孩尸體

碳-14测试表明，亞迪爾女孩死于大约公元前54年至公元128年之间，年龄约为16岁。她有一头帶有红色的金色长发。扫描显示她患有脊柱侧弯。她身高約為137（4英尺6英寸），這对于16岁的亞迪爾女孩来说身高過矮。
亞迪爾女孩被发现時尸体上穿著羊毛披肩，并且有一條羊毛衣帶缠在脖子上，表明她可能是被处决而死。她的锁骨区域也有受到刺伤的痕跡。人们认为她死時可能處於昏迷状态，因为女孩身上没有發現因反抗而造成的伤口，这与德国的类似尸體凱豪森男孩不同，后者在反抗下左手被割伤。与大多数酸沼木乃伊一样，由于沼泽中的鞣酸酸緣故，尸體皮肤仍得以保留。在挖掘亞迪爾女孩时，挖掘机不小心造成了女孩的颅骨損毀。現今只有女孩的躯干，头部，右手和脚保持完整。她的身体其余部分未被保留或遭到泥煤切割工具损坏。

## 展出
亞迪爾女孩被發掘後一直對外展出，直到1992年尸體才被研究人員进一步研究。曼彻斯特大学的理查德·尼夫对亞迪爾女孩的头骨进行了CT扫描，并从解剖学和其他方面确定了她的年龄。当理查德·尼夫使用整形和犯罪病理学技术復原女孩头部时，亞迪爾女孩開始聲名鵲起。鑒於尸體的保存状况，頭部復原工作包括一些研究人員的猜测，例如鼻子和其他一些面部特征。亞迪爾女孩及其现代復原作品在荷蘭阿森的德伦特博物馆展出。